# Episema roseosignata
Episema roseosignata är en fjärilsart som beskrevs av Ramon Agenjo Cecilia 1936. Episema roseosignata ingår i släktet Episema och familjen nattflyn. Inga underarter finns listade i Catalogue of Life.